# Ono-ha Ittō-ryū
Ono-ha Ittō-ryū (em japonês:  小野派一刀流) é um estilo de kenjutsu criado por Mikogami Tenzen (em japonês:  御子上典善), conhecido como Ono Jirōemon Tadaaki (em japonês:  小野次郎衛門忠明) durante o período Edo (em japonês:  江戸時代).
Esta é a vertente mais famosa do Ittō-ryū, e é praticada até hoje no Japão.
A linhagem dos praticantes atuais deste estilo provém do feudo de Tsugaru (em japonês:  津軽藩). Entretanto, alguns estudiosos apontam que a linhagem principal do estilo Ono-ha Ittō-ryū era diferente e foi perdida com a morte de Yamaoka Tesshū (em japonês:  山岡鉄舟), supostamente o representante oficial e detentor da espada do fundador, Itō Ittōsai Kagehisa.
A sede central do estilo fica em Tóquio.